# دیکی دیویس
دیکی دیویس (انگلیسی: Dickie Davis; ۲۲ ژانویهٔ ۱۹۲۲ – ۱۱ اوت ۱۹۹۹) بازیکن فوتبال اهل انگلستان بود.
از باشگاه‌هایی که در آن بازی کرده‌است می‌توان به باشگاه فوتبال ساندرلند و باشگاه فوتبال برنتفورد اشاره کرد.